# To Let
To Let è l'album di debutto di Xavier Rudd, pubblicato nel 2002.

## Tracce
1. Introduction – 2:48
2. Conceal Me – 3:54
3. The 12th of September – 4:17
4. Where Do We Fit – 3:58
5. To Let – 8:54
6. Light the Shade – 2:20
7. Little Chief – 6:03
8. One Short Story – 4:18
9. Timber and Wood – 5:05
10. 9 Times a Day – 4:10
11. Things Meant to Be – 4:59
12. Central Avenue – 3:32
13. The Wind Cries Mary – 3:50